# Zeresenay Alemseged
Zeresenay Alemseged (* 4. června 1969, Aksúm, Etiopie) je etiopský paleoantropolog a profesor na Chicagské univerzitě. V roce 2000 v rámci svého výzkumného projektu Dikika, který započal roku 1999, objevil velmi dobře zachovalou kostru hominina. Tato fosilie s vědeckým označením DIK-1/1 je považována za nejkompletnější exemplář druhu Australopithecus afarensis. Tato kostra je známá i pod jménem Selam.

## Životopis
Zeresenay Alemseged v letech 1987 až 1990 studoval geologii na Addisabebské univerzitě a následně pracoval v Paleoantropologické laboratoři Národního muzea Etiopie. V letech 1993 až 1998 studoval na francouzských univerzitách v Montpellier II a Paříž VI a v Muséum national d’histoire naturelle. V Montpellier získal v roce 1994 magisterský titul a v roce 1998 doktorát v oboru paleoantropologie.
V roce 1999 inicioval výzkumný projekt Dikika v oblasti Afarské pánve v Etiopii. V letech 2000 až 2003 působil také jako postdoktorandský výzkumný pracovník v Institute of Human Origins na Arizonské státní univerzitě a v letech 2004 až 2008 pracoval jako výzkumný pracovník v Max-Planck-Institut für evolutionäre Anthropologie v Lipsku. Poté se stal kurátorem katedry antropologie na Kalifornské akademii věd a profesorem biologie a anatomie organismů na Chicagské univerzitě. V roce 2021 byl zvolen do Americké akademie umění a věd. V roce 2022 byl jmenován do Mezinárodního vědeckého výboru Musée d’Anthropologie Préhistorique de Monaco a Papežské akademie věd.

## Výzkum na lokalitě Dikika
V rámci výzkumného projektu Dikika objevil v roce 2000 nejstarší dochovanou dětskou kostru, označenou jako DIK-1/1, která je známá i jako Selam (v amharštině znamenající mír). Jednalo se o kostru přibližně tři roky starého mláděte druhu Australopithecus afarensis. Ke stejnému druhu patřila i Lucy, nalezená roku 1974 na nedaleké lokalitě v Hadaru.
V roce 2010 se Alemseged podílel na publikaci zvířecích kostí z naleziště Dikika. Protínající se škrábance ve tvaru písmene V na kostech byly interpretovány jako nejstarší stopy po řezných nástrojích na světě, což mělo dokazovat používání kamenných nástrojů již před přibližně 3,39 miliony let. Tato interpretace oškrabávání je však považována za kontroverzní, protože oškrabávání nelze spolehlivě odlišit od jiných stop, například po kousnutí krokodýlem.